# Čáslavsko
Čáslavsko település Csehországban, a Pelhřimovi járásban. Čáslavsko Lukavec, Čechtice, Vyklantice, Načeradec és Křešín településekkel határos. Lakosainak száma 115 fő (2024. január 1.).

## Népesség
A település lakosságának változását az alábbi diagram mutatja:
| Lakosok száma | 804  | 746  | 630  | 408  | 261  | 116  | 111  | 113  | 120  | 115  |
|               | 1869 | 1890 | 1921 | 1950 | 1980 | 2001 | 2017 | 2019 | 2022 | 2024 |